# Grand Prix Formule 1 van Singapore 2017
De Grand Prix Formule 1 van Singapore 2017 werd gehouden op 17 september 2017 op het Marina Bay Street Circuit. Het was de veertiende race van het kampioenschap.

## Vrije trainingen

### Uitslagen
- Er wordt enkel de top-5 weergegeven.

| Vrije training 1 | Pos | No | Coureur           | Constructeur         | Tijd     |
| ---------------- | --- | -- | ----------------- | -------------------- | -------- |
| Vrije training 1 | 1   | 3  | Daniel Ricciardo  | Red Bull-TAG Heuer   | 1:42.489 |
| Vrije training 1 | 2   | 5  | Sebastian Vettel  | Ferrari              | 1:42.598 |
| Vrije training 1 | 3   | 33 | Max Verstappen    | Red Bull-TAG Heuer   | 1:42.610 |
| Vrije training 1 | 4   | 44 | Lewis Hamilton    | Mercedes             | 1:42.904 |
| Vrije training 1 | 5   | 11 | Sergio Pérez      | Force India-Mercedes | 1:43.423 |
| Vrije training 2 | Pos | No | Coureur           | Constructeur         | Tijd     |
| Vrije training 2 | 1   | 3  | Daniel Ricciardo  | Red Bull-TAG Heuer   | 1:40.852 |
| Vrije training 2 | 2   | 33 | Max Verstappen    | Red Bull-TAG Heuer   | 1:41.408 |
| Vrije training 2 | 3   | 44 | Lewis Hamilton    | Mercedes             | 1:41.555 |
| Vrije training 2 | 4   | 77 | Valtteri Bottas   | Mercedes             | 1:42.104 |
| Vrije training 2 | 5   | 27 | Nico Hülkenberg   | Renault              | 1:42.448 |
| Vrije training 3 | Pos | No | Coureur           | Constructeur         | Tijd     |
| Vrije training 3 | 1   | 33 | Max Verstappen    | Red Bull-TAG Heuer   | 1:41.829 |
| Vrije training 3 | 2   | 77 | Sebastian Vettel  | Ferrari              | 1:41.901 |
| Vrije training 3 | 3   | 44 | Lewis Hamilton    | Mercedes             | 1:41.971 |
| Vrije training 3 | 4   | 14 | Fernando Alonso   | McLaren-Honda        | 1:42.383 |
| Vrije training 3 | 5   | 47 | Stoffel Vandoorne | McLaren-Honda        | 1:42.439 |

Testcoureurs in vrije training 1:
 Sean Gelael (Toro Rosso)
 Antonio Giovinazzi (Haas-Ferrari)

## Kwalificatie
Sebastian Vettel behaalde voor Ferrari zijn derde pole position van het seizoen. De Red Bull-coureurs Max Verstappen en Daniel Ricciardo kwalificeerden zich als tweede en derde, voor de Ferrari van Kimi Räikkönen op de vierde plaats. De Mercedes rijders waren minder snel dan normaal dit seizoen, Lewis Hamilton en Valtteri Bottas kwalificeerden respectievelijk als vijfde en de zesde. Nico Hülkenberg kwalificeerde zich voor Renault als zevende, met de McLaren-coureurs Fernando Alonso en Stoffel Vandoorne op de achtste en negende positie. De top 10 werd afgesloten door Toro Rosso-coureur Carlos Sainz jr.
Sauber-coureur Marcus Ericsson kreeg na afloop van de kwalificatie een straf van vijf startplaatsen omdat hij zijn versnellingsbak moest wisselen na een crash in de derde vrije training. Doordat hij zich als laatste kwalificeerde, had de straf echter geen effect.

### Kwalificatieuitslag
| Pos                 | No | Coureur           | Constructeur         | Q1       | Q2       | Q3       | Grid |
| ------------------- | -- | ----------------- | -------------------- | -------- | -------- | -------- | ---- |
| 1                   | 5  | Sebastian Vettel  | Ferrari              | 1:43.336 | 1:40.529 | 1:39.491 | 1    |
| 2                   | 33 | Max Verstappen    | Red Bull-TAG Heuer   | 1:42.010 | 1:40.332 | 1:39.814 | 2    |
| 3                   | 3  | Daniel Ricciardo  | Red Bull-TAG Heuer   | 1:42.063 | 1:40.385 | 1:39.840 | 3    |
| 4                   | 7  | Kimi Räikkönen    | Ferrari              | 1:43.328 | 1:40.525 | 1:40.069 | 4    |
| 5                   | 44 | Lewis Hamilton    | Mercedes             | 1:42.455 | 1:40.577 | 1:40.126 | 5    |
| 6                   | 77 | Valtteri Bottas   | Mercedes             | 1:43.137 | 1:41.409 | 1:40.810 | 6    |
| 7                   | 27 | Nico Hülkenberg   | Renault              | 1:42.586 | 1:41.277 | 1:41.013 | 7    |
| 8                   | 14 | Fernando Alonso   | McLaren-Honda        | 1:42.086 | 1:41.442 | 1:41.179 | 8    |
| 9                   | 2  | Stoffel Vandoorne | McLaren-Honda        | 1:42.222 | 1:41.227 | 1:41.398 | 9    |
| 10                  | 55 | Carlos Sainz jr.  | Toro Rosso           | 1:42.176 | 1:41.826 | 1:42.056 | 10   |
| 11                  | 30 | Jolyon Palmer     | Renault              | 1:42.472 | 1:42.107 |          | 11   |
| 12                  | 11 | Sergio Pérez      | Force India-Mercedes | 1:43.594 | 1:42.246 |          | 12   |
| 13                  | 26 | Daniil Kvjat      | Toro Rosso           | 1:42.544 | 1:42.338 |          | 13   |
| 14                  | 31 | Esteban Ocon      | Force India-Mercedes | 1:43.626 | 1:42.760 |          | 14   |
| 15                  | 8  | Romain Grosjean   | Haas-Ferrari         | 1:43.627 | 1:43.883 |          | 15   |
| 16                  | 20 | Kevin Magnussen   | Haas-Ferrari         | 1:43.756 |          |          | 16   |
| 17                  | 19 | Felipe Massa      | Williams-Mercedes    | 1:44.014 |          |          | 17   |
| 18                  | 18 | Lance Stroll      | Williams-Mercedes    | 1:44.728 |          |          | 18   |
| 19                  | 94 | Pascal Wehrlein   | Sauber-Ferrari       | 1:45.059 |          |          | 19   |
| 20                  | 9  | Marcus Ericsson   | Sauber-Ferrari       | 1:45.570 |          |          | 20   |
| 107%-tijd: 1:49.150 |    |                   |                      |          |          |          |      |

## Wedstrijd
De race werd gewonnen door Lewis Hamilton, nadat hij bij de start vanaf de vijfde plek een ongeluk tussen Sebastian Vettel, Kimi Räikkönen, Max Verstappen en Fernando Alonso wist te ontwijken. Daniel Ricciardo finishte op de tweede plaats, terwijl Valtteri Bottas het podium compleet maakte. Carlos Sainz jr. behaalde met een vierde plaats zijn beste resultaat uit zijn Formule 1-carrière op dat moment door de Force India van Sergio Pérez achter zich te houden. Renault-coureur Jolyon Palmer en McLaren-coureur Stoffel Vandoorne eindigden als zesde en zevende, wat voor hen eveneens de beste klassering uit hun carrière is. De top 10 werd afgesloten door Williams-coureur Lance Stroll, de Haas van Romain Grosjean en de Force India van Esteban Ocon.

### Raceuitslag
| Pos. | No. | Coureur           | Constructeur         | Rondes | Tijd/Oorzaak uitval | Grid | Punten |
| ---- | --- | ----------------- | -------------------- | ------ | ------------------- | ---- | ------ |
| 1    | 44  | Lewis Hamilton    | Mercedes             | 58     | 2:03:23.544         | 5    | 25     |
| 2    | 3   | Daniel Ricciardo  | Red Bull-TAG Heuer   | 58     | +4.507              | 3    | 18     |
| 3    | 77  | Valtteri Bottas   | Mercedes             | 58     | +8.800              | 6    | 15     |
| 4    | 55  | Carlos Sainz jr.  | Toro Rosso           | 58     | +22.822             | 10   | 12     |
| 5    | 11  | Sergio Pérez      | Force India-Mercedes | 58     | +25.359             | 12   | 10     |
| 6    | 30  | Jolyon Palmer     | Renault              | 58     | +27.259             | 11   | 8      |
| 7    | 2   | Stoffel Vandoorne | McLaren-Honda        | 58     | +30.388             | 9    | 6      |
| 8    | 18  | Lance Stroll      | Williams-Mercedes    | 58     | +41.696             | 18   | 4      |
| 9    | 8   | Romain Grosjean   | Haas-Ferrari         | 58     | +43.282             | 15   | 2      |
| 10   | 31  | Esteban Ocon      | Force India-Mercedes | 58     | +44.795             | 14   | 1      |
| 11   | 19  | Felipe Massa      | Williams-Mercedes    | 58     | +46.536             | 17   |        |
| 12   | 94  | Pascal Wehrlein   | Sauber-Ferrari       | 56     | +2 ronden           | 19   |        |
| DNF  | 20  | Kevin Magnussen   | Haas-Ferrari         | 50     | Motor               | 16   |        |
| DNF  | 27  | Nico Hülkenberg   | Renault              | 48     | Motor               | 7    |        |
| DNF  | 9   | Marcus Ericsson   | Sauber-Ferrari       | 35     | Ongeluk             | 20   |        |
| DNF  | 26  | Daniil Kvjat      | Toro Rosso           | 10     | Ongeluk             | 13   |        |
| DNF  | 14  | Fernando Alonso   | McLaren-Honda        | 8      | Schade ongeluk      | 8    |        |
| DNF  | 5   | Sebastian Vettel  | Ferrari              | 0      | Ongeluk             | 1    |        |
| DNF  | 33  | Max Verstappen    | Red Bull-TAG Heuer   | 0      | Ongeluk             | 2    |        |
| DNF  | 7   | Kimi Räikkönen    | Ferrari              | 0      | Ongeluk             | 4    |        |

## Tussenstanden Grand Prix
Betreft tussenstanden na afloop van de race.

### Coureurs
| Positie | No. | Rijder           | Team                 | Punten |
| ------- | --- | ---------------- | -------------------- | ------ |
| 01      | 44  | Lewis Hamilton   | Mercedes             | 263    |
| 02      | 5   | Sebastian Vettel | Ferrari              | 235    |
| 03      | 77  | Valtteri Bottas  | Mercedes             | 212    |
| 04      | 3   | Daniel Ricciardo | Red Bull-TAG Heuer   | 162    |
| 05      | 7   | Kimi Räikkönen   | Ferrari              | 138    |
| 06      | 33  | Max Verstappen   | Red Bull-TAG Heuer   | 68     |
| 07      | 11  | Sergio Pérez     | Force India-Mercedes | 68     |
| 08      | 31  | Esteban Ocon     | Force India-Mercedes | 56     |
| 09      | 55  | Carlos Sainz jr. | Toro Rosso           | 48     |
| 10      | 27  | Nico Hülkenberg  | Renault              | 34     |

### Constructeurs
| Positie | Team                 | Punten |
| ------- | -------------------- | ------ |
| 01      | Mercedes             | 475    |
| 02      | Ferrari              | 373    |
| 03      | Red Bull-TAG Heuer   | 230    |
| 04      | Force India-Mercedes | 124    |
| 05      | Williams-Mercedes    | 59     |
| 06      | Toro Rosso           | 52     |
| 07      | Renault              | 42     |
| 08      | Haas-Ferrari         | 37     |
| 09      | McLaren-Honda        | 17     |
| 10      | Sauber-Ferrari       | 5      |